# František Černík
František Černík (* 3. června 1953 Nový Jičín) je bývalý československý hokejový útočník. Je členem Klubu hokejových střelců deníku Sport a členem Síně slávy českého hokeje. S československou reprezentací se zúčastnil Zimních olympijských her 1984, odkud si přivezl stříbrnou medaili. V roce 2025 vstoupil do klubu legend české extraligy 

## Hráčská kariéra
- 1970/1971 TJ VŽKG Ostrava
- 1971/1972 TJ VŽKG Ostrava
- 1972/1973 TJ VŽKG Ostrava
- 1973/1974 TJ VŽKG Ostrava
- 1974/1975 TJ VŽKG Ostrava
- 1975/1976 TJ VŽKG Ostrava
- 1976/1977 HC Dukla Jihlava
- 1977/1978 HC Dukla Jihlava
- 1978/1979 TJ Vítkovice
- 1979/1980 TJ Vítkovice
- 1980/1981 TJ Vítkovice
- 1981/1982 TJ Vítkovice
- 1982/1983 TJ Vítkovice
- 1983/1984 TJ Vítkovice
- 1984/1985 Detroit Red Wings (NHL)
- 1985/1986 HC Kaufbeuren (Německo)
- 1986/1987 HC Feldkirch (Rakousko)
- 1987/1988 HC Graz (Rakousko)
- 1988/1989 TJ Slezan Frýdek-Místek

## Reprezentace
| Turnaj             | Místo konání                                     | Z  | G  | A  | B  | Umístění            | Soupisky          |
| ------------------ | ------------------------------------------------ | -- | -- | -- | -- | ------------------- | ----------------- |
| MS 1976            | Polsko (Katovice)                                | 8  | 3  | 3  | 6  | Zlatá medaile       | Soupiska MS 1976  |
| KP 1976            | Severní Amerika                                  | 7  | 0  | 1  | 1  | prohra ve finále    | Soupiska KP 1976  |
| MS 1978            | Československo (Praha)                           | 8  | 7  | 1  | 8  | Stříbrná medaile    | Soupiska MS 1978  |
| MS 1981            | Švédsko (Stockholm a Göteborg)                   | 8  | 2  | 0  | 2  | Bronzová medaile    | Soupiska MS 1981  |
| KP 1981            | Severní Amerika                                  | 6  | 0  | 0  | 0  | prohra v semifinále | Soupiska KP 1981  |
| MS 1982            | Finsko (Tampere a Helsinky)                      | 10 | 1  | 5  | 6  | Stříbrná medaile    | Soupiska MS 1982  |
| MS 1983            | Západní Německo (Mnichov, Dortmund a Düsseldorf) | 10 | 1  | 3  | 4  | Stříbrná medaile    | Soupiska MS 1983  |
| ZOH 1984           | Jugoslávie (Sarajevo)                            | 7  | 3  | 0  | 3  | Stříbrná medaile    | Soupiska ZOH 1984 |
| Celkem na MS (5x)  |                                                  | 44 | 14 | 12 | 26 |                     |                   |
| Celkem na ZOH (1x) |                                                  | 7  | 3  | 0  | 3  |                     |                   |